# Josef Kloppenburg

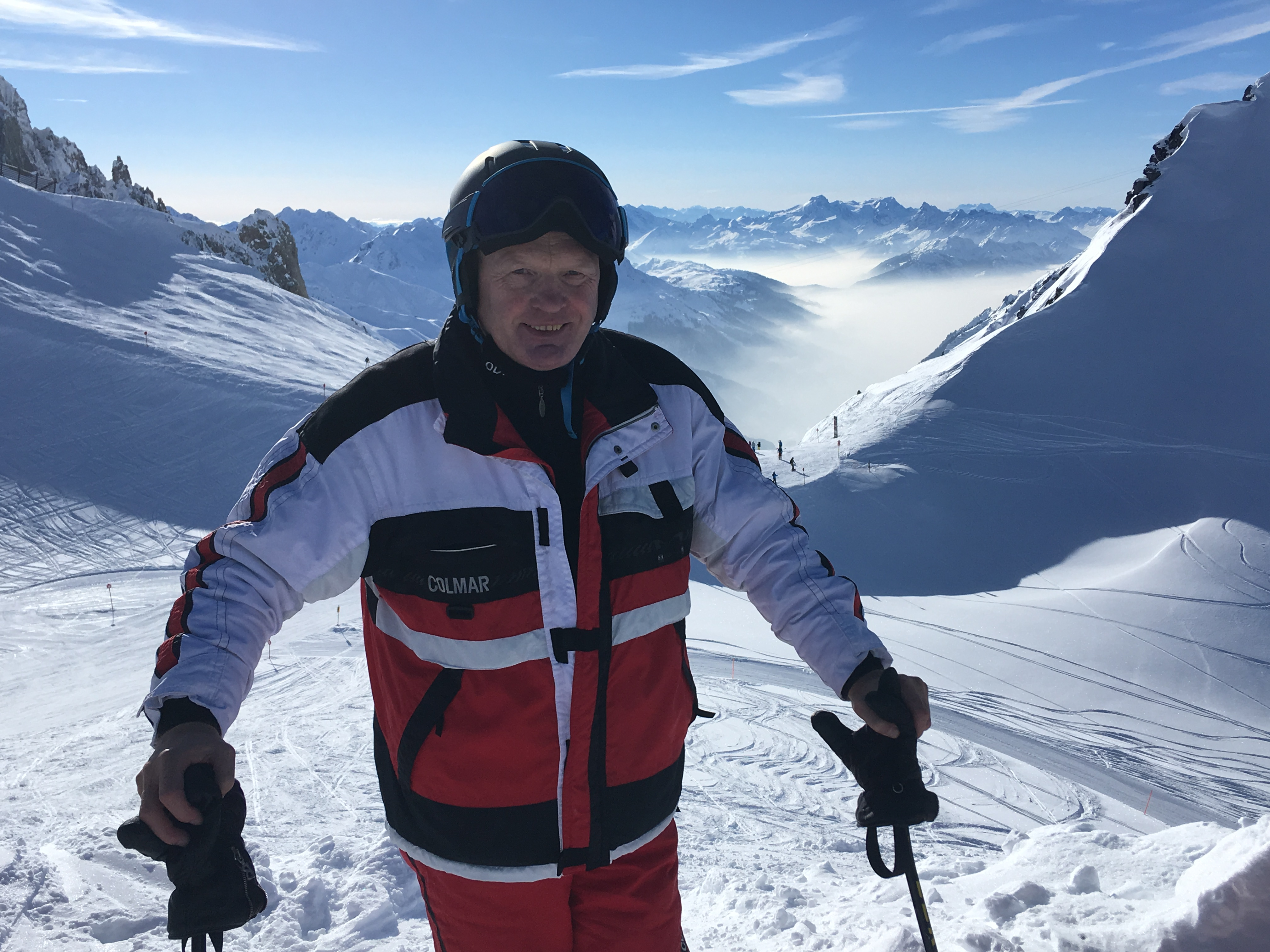
Josef Kloppenburg (2018)

Josef Kloppenburg (* 27. September 1954 in Paderborn) ist ein deutscher Musikwissenschaftler und Musikpädagoge.

## Leben
Josef Kloppenburg war Sängerknabe und Solist (Responsoriensänger) im Domchor zu Paderborn, legte 1973 am Staatlichen Altsprachlichen Gymnasium Theodorianum Paderborn sein Abitur ab und studierte nach seinem Zivildienst ab 1975 an der Staatlichen Hochschule für Musik Detmold Schulmusik. An der Hochschule der Künste Berlin setzte er sein Schulmusikstudium fort und studierte Musikwissenschaft an der Technischen Universität Berlin sowie Sport an der Freien Universität Berlin. Er legte 1979 das Schulmusikexamen und 1982 das Erste sowie 1988 das Zweite Staatsexamen für das Lehramt an Gymnasien ab jeweils mit der Note gut. Kloppenburg wurde an der Technischen Universität Berlin 1985 mit einer Dissertation über die Filmmusik in Filmen von Alfred Hitchcock promoviert mit der Note sehr gut (Erstgutachten: Helga de la Motte-Haber, Zweitgutachten: Carl Dahlhaus). Er war von 1980 bis 1982 Musiklehrer an der Freiherr-vom-Stein Oberschule in Berlin-Spandau und von 1982 bis 1986 wissenschaftlicher Mitarbeiter an der Technischen Universität Braunschweig (H. Segler). Danach war er 1983/1984 Assistent von Herbert von Karajan. Von 1986 bis 1988 war er Studienreferendar in Berlin und unterrichtete von 1988 bis 1994 als Studienrat an der Fritz-Karsen-Gesamtschule in Berlin-Neukölln. Gleichzeitig war er Lehrbeauftragter an der Hochschule der Künste Berlin, an der Universität Greifswald und an der Technischen Universität Braunschweig, wo er sich 2001 habilitierte mit einer Arbeit über die pädagogische Musik als ästhetisches Konzept. 1994 nahm er den Ruf auf die Professur für Musik an die Pädagogische Hochschule Karlsruhe an. Von 1999 bis 2004 war er Leiter des Akademischen Prüfungsamtes der Pädagogischen Hochschule Karlsruhe. Er übt umfangreiche Gutachtertätigkeiten u. a. für die Deutsche Forschungsgemeinschaft und die Evaluationsagentur Acquin aus. 2016/2017 war Kloppenburg Präsident des Rotary Clubs Karlsruhe.

## Forschung
Kloppenburg ist der Herausgeber und Autor des Handbuchs »Musik multimedial. Filmmusik, Videoclip, Fernsehen« (= Handbuch der Musik des zwanzigsten Jahrhunderts, Band 11). Dieses Buch wurde mit dem Deutschen-Musikeditions-Preis 2001 in der Kategorie Musikwissenschaftliche Bücher ausgezeichnet. Neben der Kompositionstechnik und der Filmästhetik rücken bezüglich Musik und Multimedia zwangsläufig auch kulturelle und soziale Prozesse der Produktion, Rezeption und Reflexion von multidemedial vermittelter Musik unter Einbezug der tradierten Methoden der Musikwissenschaft in das Zentrum der Forschung. Für den Band »Musikpsychologie« des von Helga de la Motte-Haber und Günther Rötter herausgegebenen fünfbändigen »Handbuch der Systematischen Musikwissenschaft, Band 3« schrieb er den Beitrag »Musikpräferenzen. Einstellungen, Vorurteile, Einstellungsänderung« (2005). 2012 erschien von ihm »Das Handbuch der Filmmusik«. Er arbeitete den Forschungsstand zur Pädagogischen Musik von Hindemith, de la Motte, Orff, Schnebel u. a. im Kontext der Gebrauchsmusik auf und stellte diese Kompositionen in den theoretischen Rahmen der Schule (»Pädagogische Musik als ästhetisches Konzept« Augsburg 2002). Kloppenburg erforscht auch die Bedeutung der Musik im Hintergrund beim Spielen von Videogames bezüglich musikpädagogischer Konsequenzen.